# Ipswich Town FC
Ipswich Town FC är en engelsk professionell fotbollsklubb i Ipswich, grundad 1878. Hemmamatcherna spelas på Portman Road. Klubben spelar sedan säsongen 2025/2026 i EFL Championship.
Ipswich Town FC har blivit engelska ligamästare en gång, 1961/62. Vidare vann man FA-cupen 1977/78 och Uefacupen 1980/81.

## Historia
Klubben grundades 1878 under namnet Ipswich AFC och bytte namn till Ipswich Town FC tio år senare genom en sammanslagning med Ipswich Rugby Club.

Klubbens ligaplaceringar från och med 1938.

Klubben blev medlem i The Football League 1938 och fick börja i Division 3 Södra. 1954 gick Ipswich för första gången upp i Division 2, men man åkte ur direkt. Då blev Alf Ramsey tränare och Ipswich tog sig 1957 tillbaka till Division 2 och 1961 gick klubben för första gången upp i Division 1. Klubben blev direkt engelska ligamästare säsongen 1961/62.
Ramsey slutade i april 1963 och Ipswich åkte ned i Division 2 1964, men 1968 gick man upp i Division 1 igen. I januari 1969 tog Bobby Robson över Ipswich och förde den lilla klubben till stora framgångar under slutet av 1970- och början av 1980-talet. Klubben vann FA-cupen 1977/78 och Uefacupen 1980/81. Ipswich slutade vidare tvåa i ligan 1980/81 och 1981/82. Ledande spelare under denna storhetstid var John Wark, Terry Butcher och Paul Mariner samt de nederländska spelarna Arnold Mühren och Frans Thijssen.
På senare år kan nämnas den femteplats man som nykomlingar tog i Premier League säsongen 2000/01 då man också kvalificerade sig för Uefacupen.
I maj 2018 anställdes Paul Hurst som ny tränare i klubben, men sparkades redan i oktober samma år och ersattes av Paul Lambert. Lambert fick sluta som tränare den 28 februari 2021 och efterträddes tre dagar senare av Paul Cook. I slutet av 2021 fick dock även Paul Cook sparken och ersattes den 16 december 2021 av Kieran McKenna.

## Smeknamn
Klubben har några olika smeknamn: The Tractor Boys på grund av stadens jordbrukshistoria och traktortillverkning, The Blues för färgen på tröjorna, eller kort och gott Town.

## Rivalitet
Ipswich Towns stora rivaler är Norwich City.

## Spelare

### Spelartrupp
| 1  | England   | Alex Palmer      | 10 augusti 1996   | West Bromwich Albion (-25)   |
| 13 | Skottland | Cieran Slicker   | 15 september 2002 | Manchester City (-23)        |
| 27 | England   | David Button     | 27 februari 1989  | Reading (-25)                |
| 28 | England   | Christian Walton | 9 november 1995   | Brighton & Hove Albion (-22) |
| 49 | Kosovo    | Arijanet Muric   | 7 november 1998   | Burnley (-24)                |

| 2  | England         | Harry Clarke    | 2 mars 2001       | Arsenal (-23)              |
| 3  | England         | Leif Davis      | 31 december 1999  | Leeds United (-22)         |
| 4  | Elfenbenskusten | Cédric Kipré    | 9 december 1996   | Reims (-25)                |
| 6  | England         | Luke Woolfenden | 21 oktober 1998   | Ipswich Town FC            |
| 15 | England         | Ashley Young    | 9 juli 1985       | Everton (-25)              |
| 18 | England         | Ben Johnson     | 24 januari 2000   | West Ham United (-24)      |
| 22 | England         | Conor Townsend  | 4 mars 1993       | West Bromwich Albion (-24) |
| 24 | England         | Jacob Greaves   | 12 september 2000 | Hull City (-24)            |
| 25 | Indonesien      | Elkan Baggott   | 23 oktober 2002   | Ipswich Town FC            |
| 26 | Irland          | Dara O'Shea     | 4 mars 1999       | Burnley (-24)              |

| 5  | Nederländerna | Azor Matusiwa     | 28 april 1998    | Rennes (-25)              |
| 7  | Wales         | Wes Burns         | 23 november 1994 | Fleetwood Town (-21)      |
| 12 | Sverige       | Jens Cajuste      | 10 augusti 1999  | Napoli (-24)              |
| 14 | Irland        | Jack Taylor       | 23 juni 1998     | Peterborough United (-23) |
| 30 | England       | Cameron Humphreys | 30 oktober 2003  | Ipswich Town FC           |

| 9  | Skottland | George Hirst     | 15 februari 1999  | Leicester City (-23)   |
| 10 | England   | Conor Chaplin    | 16 februari 1997  | Barnsley (-21)         |
| 11 | England   | Jaden Philogene  | 8 februari 2002   | Aston Villa (-25)      |
| 16 | Irak      | Ali Al-Hamadi    | 1 mars 2002       | AFC Wimbledon (-24)    |
| 20 | England   | Omari Hutchinson | 30 oktober 2003   | Chelsea (-24)          |
| 21 | Irland    | Chiedozie Ogbene | 1 maj 1997        | Luton Town (-24)       |
| 23 | Irland    | Sammie Szmodics  | 24 september 1995 | Blackburn Rovers (-24) |
| 47 | England   | Jack Clarke      | 23 november 2000  | Sunderland (-24)       |
| -  | England   | Chuba Akpom      | 9 oktober 1995    | Ajax (-25)             |

Not: Spelare i kursiv stil är inlånade.

### Utlånade spelare
| Nr | Land | Pos | Namn |
| -- | ---- | --- | ---- |

| Nr | Land | Pos | Namn |
| -- | ---- | --- | ---- |